# Tube chair

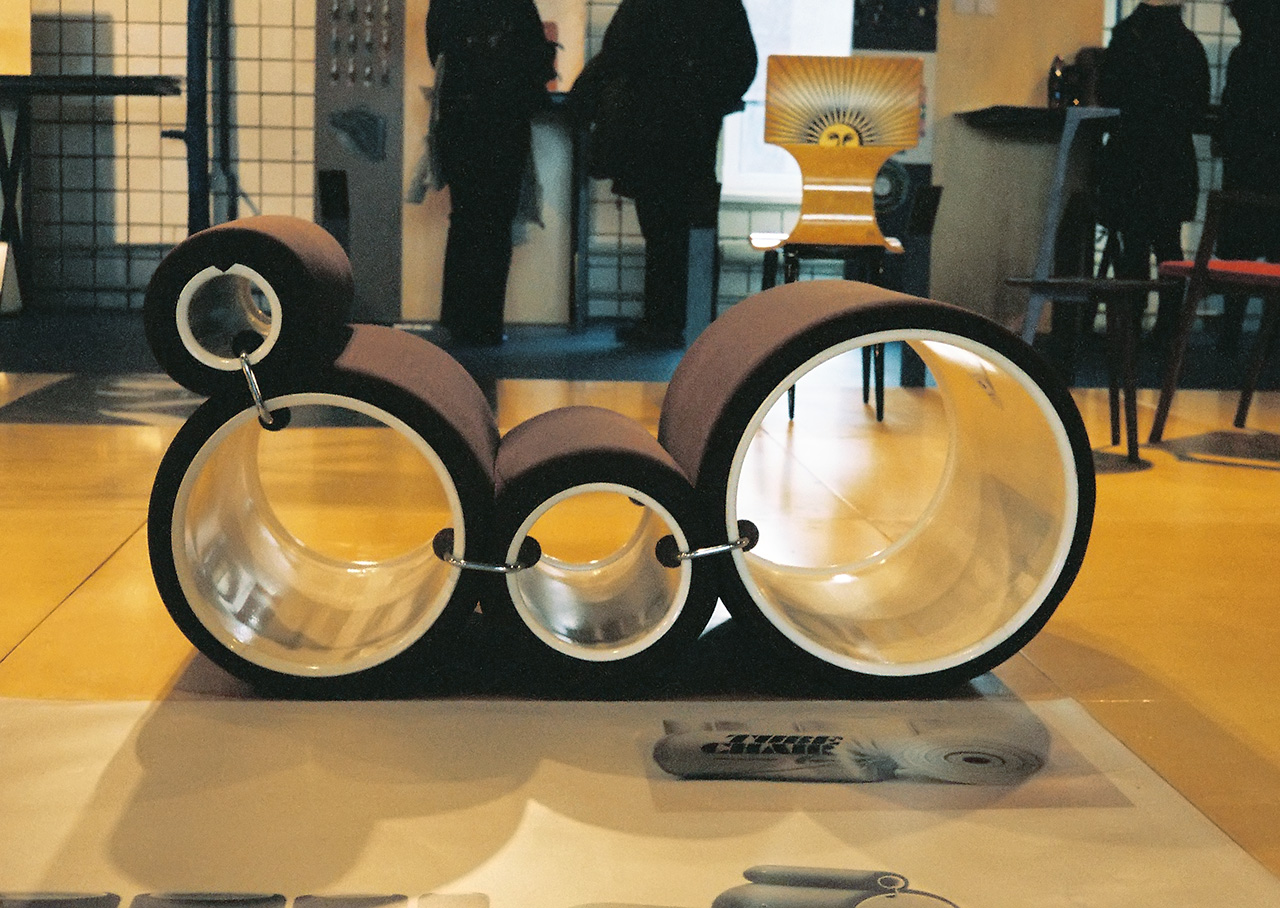
Tube chair

La Tube Chair, de son nom original Tubo, est une création de 1969 du designer italien Joe Colombo. 

## Histoire de la création
C’est en 1969 qu'est créé ce fauteuil qui est produit par la compagnie italienne Flexform SpA jusque 1979. Elle est rééditée depuis 2016 par Cappellini. La chaise est créée durant une époque où les designers sont fascinés par le futur et les nouvelles technologies, s'inspirant du mouvement moderne.
Avec l’utilisation d’un nouveau procédé, celui du plastique moulé en un seul bloc, cette œuvre démontre bien le ralliement du designer à cette nouvelle fascination (designer qui a été un précurseur dans le domaine de l’utilisation de cette technique et plus généralement dans l'usage de divers nouveaux « plastiques » apparaissant vers cette époque). Fidèle à son idéologie un peu aventureuse, son style particulier et sa vision futuriste du design, Joe Colombo le fait bien ressentir dans la Tube Chair, de façon radicale, avec les nouveaux procédés de construction, de modélisation, d’assemblage et l’utilisation de nouveaux matériaux. 
De plus, le mobilier polyvalent et modulable connait un intérêt croissant dans les années 1960, changeant les conventions jusque-là établies dans l'ameublement. Ce fauteuil fait aussi partie d’essai sur la modularité et la flexibilité des formes dans le design d’intérieur. Le concept qui se retrouve dans les courbes des formes de la chaise qui crée une illusion de mouvement.  La structure du fauteuil est statique, pourtant le designer a réussi à lui donner une flexibilité de mouvement. 
Joe Colombo a tenté avec ce fauteuil de rendre le design accessible au grand public, alors davantage réservé aux commandes privées. Cette chaise n’a jamais été créée pour n’être admirée que dans les musées.
Le fauteuil se glisse bien dans le principe de « cellule d’habitation » de Joe Colombo, où tout est fonctionnel tout en étant incorporé à la structure même de l’espace. La Tube Chair retrouve les mêmes caractéristiques lorsque l’ensemble est dans son sac de transport.

## Fabrication

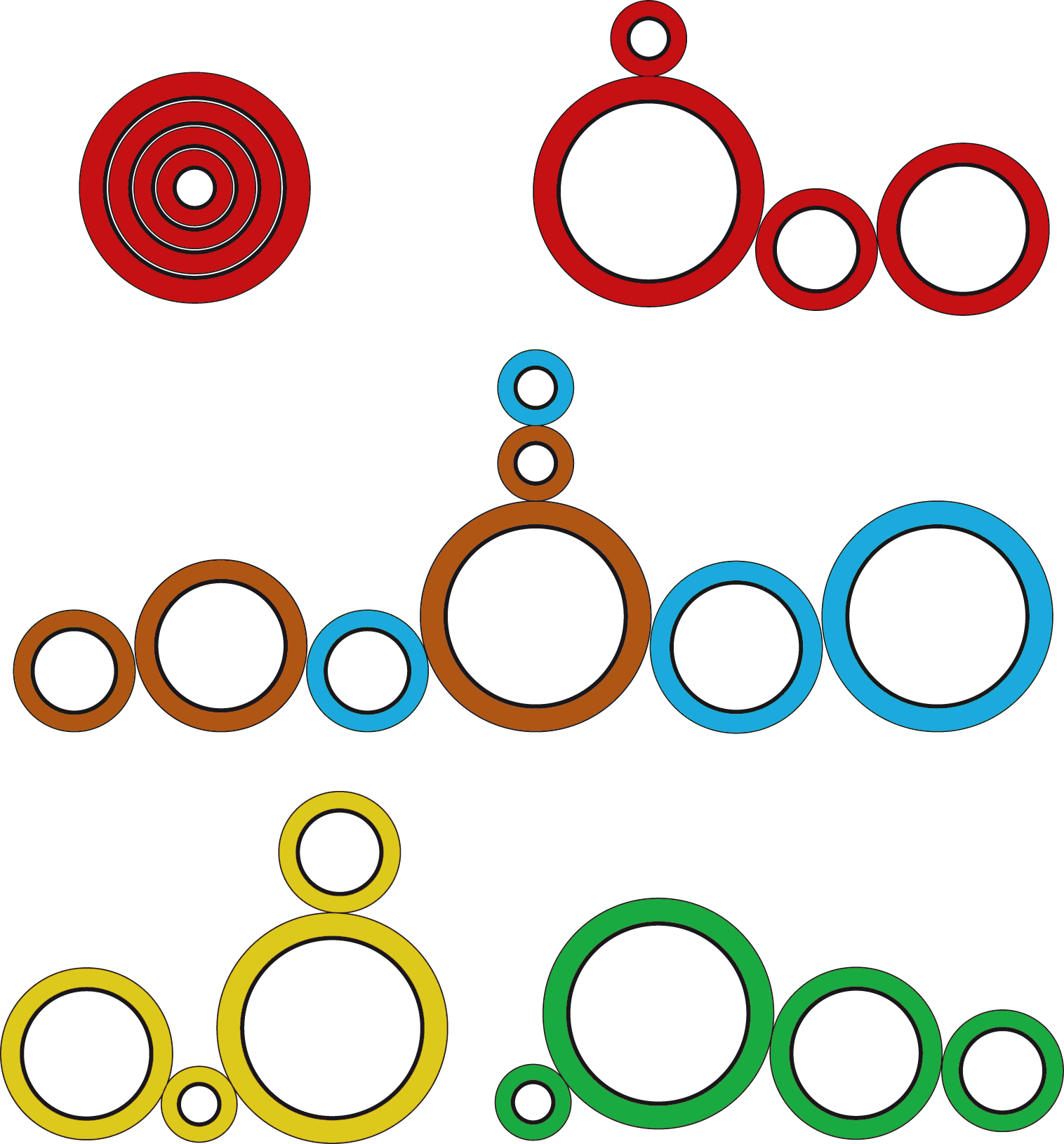
Quelques configurations possibles.

La Tube Chair est techniquement innovatrice selon plusieurs aspects, comme le concept d’assemblage par l’utilisateur que le designer introduit dans cette création.
Son nom, Tube Chair, vient de sa composition modulable faite de quatre tubes dont les diamètres sont différents (soit un de quarante-neuf, un de quarante, un de trente et un de dix-sept centimètres). Ils peuvent donc être insérés les uns dans les autres. Le tout est pensé pour pouvoir se vendre avec un sac de toile, permettant au propriétaire de le transporter et de l’assembler à l’endroit voulu. Le projet d'origine, qui n'a pas abouti, prévoit alors un cylindre rigide pour les transporter, ce dernier pouvant se transformer en table ou en tabourets d'appoint.
La composition cylindrique permet un positionnement variable. C’est-à-dire qu’il est possible de changer l’agencement des quatre tubes de façon à créer une nouvelle position pour le confort de l’utilisateur, allant de la chaise longue aux chaises à dossiers plus courts. Il est aussi possible d’assembler plusieurs kits. Ce principe d’assemblage relie à la notion de « tout en un » qui habite le designer italien.
La tube chair est fabriquée en PVC (matière relativement nouvelle pour l’époque), de mousse de polyuréthane et d’autres matériaux synthétiques utilisé par son designer. Les cylindres sont rembourrés et recouvert d’un tissu de différentes natures (plusieurs choix de finitions et couleurs sont proposés).
Les six joints sont faits de métal, de façon à former des crochets, avec à leurs deux extrémités des boules de caoutchouc. Les rouleaux ont été fabriqués à partir de la technique du plastique moulé, ce qui signifie que chacun d’eux n’est composé que d’un unique morceau et ne comporte aucun joint. 
La Tube Chair retrouve le design visionnaire du designer dans la Bag Chair, la chaise Universale, le luminaire Spider et bien d’autres créations de la fin des années 1960.

## Notoriété
Un exemplaire de la tube chair en orange, fait partie de la collection Timeline of Art History du Metropolitan Museum of Art de New York, un en rouge au Musée des Arts décoratifs, un exemplaire au MoMA et un au Vitra Design Museum.